# Thesprotia simplex
Thesprotia simplex är en bönsyrseart som beskrevs av Giglio-tos 1915. Thesprotia simplex ingår i släktet Thesprotia och familjen Thespidae. Inga underarter finns listade i Catalogue of Life.